# Almen Abdi
Pour les articles homonymes, voir Abdi (homonymie).
Almen Abdi est un footballeur suisse, originaire du Kosovo, né le 21 octobre 1986 à Prizren et qui évolue en tant que milieu de terrain à Sheffield Wednesday.

## Biographie

### Carrière en club

#### Débuts professionnels en Suisse
Almen Abdi fait ses débuts professionnels au FC Zurich. Il dispute son premier match le 31 juillet 2004 au Letzigrund face au FC Thoune.
Abdi se révèle lors de la saison 2008-2009 où il termine 2e meilleur buteur du championnat Suisse avec 19 réalisations. 
Mais lors de la saison 2009-2010, il s'entraîne avec l'équipe réserve du club zürichois à la suite d'un conflit avec son club.

#### Six mois en France
En janvier 2010, Abdi rejoint le club français du Mans Football Club pour une durée de 6 mois avec possibilité de prolonger si le club se maintient en Ligue 1. Le jeune joueur est annoncé comme un renfort de poids pour une équipe qui se bat contre la relégation. Le joueur suisse ne réussira jamais à justifier les attentes du club à son égard. Il ne trouvera en effet jamais vraiment ses marques au sein de l'effectif du Mans et se montrera nettement moins décisif que lors de sa dernière saison dans le Championnat suisse. 

#### Transfert vers l'Italie
Il quitte la France à la fin de son contrat avec le Mans en 2010 et s'engage avec le club italien de l'Udinese. Il rejoint ainsi son coéquipier en équipe nationale, Gökhan Inler. Il évolue en tant que milieu de terrain à l'Udinese en Serie A.

#### Prêt à Watford
Fin juillet 2012, il est prêté au club anglais de Watford FC. Le joueur suisse inscrit son premier but avec le club londonien le 18 août 2012 face au FC Crystal Palace. 
Abdi s'impose comme titulaire au sein de l'effectif du Watford FC et a la confiance de son entraîneur Gianfranco Zola. Il confie espérer pouvoir rester au sein du club anglais et monter la saison suivante en Premier League. En juillet 2013, il signe définitivement en faveur du club anglais ou il s'impose rapidement au poste de milieu droit.
Le 28 juillet 2016, il s'engage avec Sheffield Wednesday.

### Carrière internationale
En 2008, le nouveau sélectionneur national Ottmar Hitzfeld convoque quatre néophytes : Almen Abdi, Valentin Stocker, Alain Nef et Sandro Burki pour le match amical face à Chypre. 
Ottmar Hitzfeld au sujet d'Almen Abdi : « C'est un jeune joueur avec du potentiel et qui joue intelligemment. Il a encore une marge de progression au niveau physique, mais c'est normal à son jeune âge. En plus, il a déjà joué quelques matchs avec les M21 ». 
Lors de sa première sélection avec l'équipe A, Almen Abdi brille et montre l'étendue de sa technique en 30 minutes de jeu. En effet, le jeune joueur délivre deux passes décisives. La première sur coup franc, où il dépose le ballon sur la poitrine d'un des néophytes, Alain Nef. Le second sur une belle action conclue par Johan Vonlanthen. Abdi transmet la balle de but par une talonnade astucieuse à la suite d'une passe en retrait de Valon Behrami.
En 2013, Ottmar Hitzfeld exprime qu'Almen Abdi se trouve dans la liste des 40 joueurs que la sélection suisse surveille en vue d'une éventuelle convocation.

## Palmarès

### Titres remportés en club
- FC Zurich
  - Coupe de Suisse de football : 
    - Vainqueur (1) : 2005

- FC Zurich
  - Championnat de Suisse de football : 
    - Vainqueurs (3) : 2006, 2007, 2009

- Watford
  - Championship (D2)
    - Vice-champion : 2015

### Distinctions personnelles
- FC Zurich en 2008/2009[10] : 
  - Swiss Golden Player Award pour le meilleur joueur du championnat suisse[11]
  - Swiss Golden Player Award pour le meilleur milieu de terrain du championnat suisse[12]